# Rananeida Corona
La Rananeida Corona è una struttura geologica della superficie di Venere.